# 827
سنة 827 م كانت سنة بسيطة تبدأ يوم الثلاثاء (الرابط يظهر نموذج التقويم الكامل للسنة) من التقويم اليولياني. بدأت تسمية السنة ب827 منذ العصور الوسطى المبكرة، عندما أصبح تقويم أنو دوميني هو الأسلوب السائد في أوروبا لتسمية السنوات.

## أحداث
- بدء حصار سرقوسة والذي استمر إلى 828.
- الأغالبة يفتحون صقلية.

## مواليد
- السكري (عالم لغوي)
- علي حيدرة بن محمد بن إدريس الثاني

## وفيات
- إيجين الثاني
- البابا فالنتين